# Комри (лунный кратер)
Кратер Комри (лат. Comrie) — большой древний ударный кратер в северном полушарии обратной стороны Луны. Название присвоено в честь английского астронома Лесли Джона Комри (1893—1950) и утверждено Международным астрономическим союзом в 1970 г. Образование кратера относится к нектарскому периоду.

## Описание кратера
Ближайшими соседями кратера Комри являются кратер Левкипп на севере-северо-западе; кратер Паренаго на северо-востоке; кратер Беркнер на востоке-северо-востоке; кратер Робертсон на востоке; кратер Олтер на юго-востоке; кратер Ом на юге и кратер Штернберг на юго-западе. Селенографические координаты центра кратера 23°23′ с. ш. 113°10′ з. д. / 23,39° с. ш. 113,17° з. д., диаметр 59,3 км, глубина 2,7 км.
Кратер Комри является северным в структуре из трех соединенных кратеров (безымянный крупный кратер на юге, сателлитный кратер Комри К и сам кратер Комри). Он имеет полигональную форму, значительно разрушен за длительное время своего существования. Вал сглажен, спрямлен в месте соединения с сателлитным кратером Комри К, на внутреннем склоне просматриваются сглаженные остатки террасовидной структуры. От северо-восточной части вала на севере тянется безымянная цепочка кратеров. Высота вала над окружающей местностью достигает 1200 м, объем кратера составляет приблизительно 2900 км³. Дно чаши ровное, в центре чаши расположено небольшое округлое поднятие местности от которого в юго-западном направлении тянется небольшой хребет. Западный край кратера пересекает светлый луч от кратера Ом.

## Сателлитные кратеры
| Комри | Координаты                                              | Диаметр, км |
| ----- | ------------------------------------------------------- | ----------- |
| K     | 21°55′ с. ш. 112°34′ з. д. / 21,92° с. ш. 112,57° з. д. | 70,6        |
| T     | 23°03′ с. ш. 115°40′ з. д. / 23,05° с. ш. 115,66° з. д. | 42,5        |
| V     | 24°35′ с. ш. 116°10′ з. д. / 24,58° с. ш. 116,16° з. д. | 28,5        |

- Образование сателлитного кратера Комри K относится к донектарскому периоду[1].
- Образование сателлитного кратера Комри T относится к нектарскому периоду[1].

## См.также
- Список кратеров на Луне
- Лунный кратер
- Морфологический каталог кратеров Луны
- Планетная номенклатура
- Селенография
- Минералогия Луны
- Геология Луны
- Поздняя тяжёлая бомбардировка